# Гай Норбан Флак (консул 15 г.)
Вижте пояснителната страница за други личности с името Гай Норбан Флак.
Гай Норбан Флак (на латински: Gaius Norbanus Flaccus) e политик и сенатор на ранната Римска империя.

## Биография
Норбан Флак е син на Гай Норбан Флак (консул 24 пр.н.е.) и Корнелия. Внук е на Гай Норбан Флак (консул 38 пр.н.е.) и брат на Луций Норбан Балб (консул през 19 г.) и на Норбана Клара.
През 11 г. Норбан Флак е претор urbanus electus. През 15 г. Норбан Флак е консул заедно с Друз Юлий Цезар до половината на годината на 30 юни. На неговото място суфектконсул става Марк Юний Силан.